# Jim Thorpe Award
Il Jim Thorpe Award è assegnato annualmente al miglior defensive back degli Stati Uniti nel football americano universitario. Deve il suo nome al campione olimpico e membro della Pro Football Hall of Fame Jim Thorpe. Il premio è stato assegnato prima dalla Jim Thorpe Association e poi dalla Oklahoma Sports Hall of Fame. 
Dal 2017 il premio è denominato Paycom Jim Thorpe Award essendo sponsorizzato da Paycom, società di software di gestione risorse umane con sede centrale ad Oklahoma City, Oklahoma.

## Albo d'oro
| Anno        | Giocatore                 | College           |
| ----------- | ------------------------- | ----------------- |
| 1986        | Thomas Everett            | Baylor            |
| 1987 (pari) | Bennie Blades             | Miami (Fl)        |
| 1987 (pari) | Rickey Dixon              | Oklahoma          |
| 1988        | Deion Sanders             | Florida State     |
| 1989        | Mark Carrier              | USC               |
| 1990        | Darryll Lewis             | Arizona           |
| 1991        | Terrell Buckley           | Florida State     |
| 1992        | Deon Figures              | Colorado          |
| 1993        | Antonio Langham           | Alabama           |
| 1994        | Chris Hudson              | Colorado          |
| 1995        | Greg Myers                | Colorado State    |
| 1996        | Lawrence Wright           | Florida           |
| 1997        | Charles Woodson           | Michigan          |
| 1998        | Antoine Winfield          | Ohio State        |
| 1999        | Tyrone Carter             | Minnesota         |
| 2000        | Jamar Fletcher            | Wisconsin         |
| 2001        | Roy Williams              | Oklahoma          |
| 2002        | Terence Newman            | Kansas State      |
| 2003        | Derrick Strait            | Oklahoma          |
| 2004        | Carlos Rogers             | Auburn            |
| 2005        | Michael Huff              | Texas             |
| 2006        | Aaron Ross                | Texas             |
| 2007        | Antoine Cason             | Arizona           |
| 2008        | Malcolm Jenkins           | Ohio State        |
| 2009        | Eric Berry                | Tennessee         |
| 2010        | Patrick Peterson          | LSU               |
| 2011        | Morris Claiborne          | LSU               |
| 2012        | Johnthan Banks            | Mississippi State |
| 2013        | Darqueze Dennard          | Michigan State    |
| 2014        | Gerod Holliman            | Louisville        |
| 2015        | Desmond King              | Iowa              |
| 2016        | Adoree' Jackson           | USC               |
| 2017        | Minkah Fitzpatrick        | Alabama           |
| 2018        | Deandre Baker             | Georgia           |
| 2019        | Grant Delpit              | LSU               |
| 2020        | Trevon Moehrig            | TCU               |
| 2021        | Coby Bryant               | Cincinnati        |
| 2022        | Tre'Vius Hodges-Tomlinson | TCU               |
| 2023        | Trey Taylor               | Air Force         |
| 2024        | Jahdae Barron             | Texas             |